# Jorge Isaacs
Jorge Isaacs Ferrer (n. 1 aprilie 1837 – d. 17 aprilie 1895) a fost un scriitor și politician columbian. Singurul său roman, María, a devenit una din cele mai reprezentative opere ale romantismului din literatura spaniolă.

## Biografie
Tatăl său a fost George Henry Isaacs, un evreu englez originar din Jamaica. S-a stabilit la început în Chocó (Columbia), unde s-a îmbogățit din exploatarea aurului și comerțul cu Jamaica. Apoi s-a mutat in Cali, unde s-a convertit la creștinism, a obținut cetățenie columbiană și s-a însurat cu Manuela Ferrer Scarpetta, fiica unui ofițer din marina spaniolă. A fost proprietarul a două moșii de lângă Cali, numite "La Manuelita" și "El Paraíso". Aceasta din urmă s-a păstrat ca muzeu, reprezentând sursa de inspirație a cadrului în care se desfășoară acțiunea din María.
Jorge Isaacs s-a născut în Cali, în 1837. Se cunosc puține lucruri despre copilăria sa, dar în câteva dintre poemele sale Isaacs reprezintă în mod idilic Valle del Cauca, ca fiind locul unde și-a petrecut cea mai mare parte din primii ani. Școala a făcut-o în Cali, apoi în Popayán și, în final, la Bogotá între anii 1848 și 1852.
Isaacs s-a întors în Cali în 1852, fără a-și finaliza studiile de bacalaureat. În 1854 a luptat pentru șapte luni împotriva dictaturii generalului José María Melo. După doi ani Isaacs s-a căsătorit cu Felisa González Umaña, care avea la acea vreme paisprezece ani, și cu care a avut numeroși copii.
În timpul războiului civil familia sa a trecut printr-o perioadă de dificultăți financiare. Isaacs a încercat fără succes să devină comerciant ca tatăl său. În cele din urmă s-a orientat spre literatură, scriind primele sale poezii între 1859 și 1860. De asemenea, în această perioadă a mai scris și câteva drame cu subiect istoric. În 1860 Isaacs s-a înrolat din nou, luptând de această dată împotriva generalului Tomás Cipriano de Mosquera și luând parte la bătălia de la Manizales. În 1861 tatăl său a murit, iar când războiul s-a încheiat, Isaacs s-a întors la Cali pentru a prelua afacerile sale. A descoperit că erau încărcate cu datorii iar acest lucru l-a determinat să vândă moșiile "La Rita" și "La Manuelita".

## Carieră
Greutățile economice l-au adus pe Isaacs înapoi la Bogotá, unde a aflat că eforturile literare îi erau primite cu entuziasm. Membrii cenaclului "El Mosaico" s-au oferit să-i publice o parte din poeme, după ce Isaacs le-a prezentat la una dintre adunările lor. Această antologie a fost publicată în anul 1864 sub titlul Poesías. Tot în acel an a început să scrie la María și s-a îmbolnăvit de malarie.
Romanul María a fost publicat în 1867, având un succes instantaneu atât în Columbia cât și în alte țări din America Latină. Astfel, Isaacs a devenit o personalitate foarte cunoscută în țara sa, iar această faimă i-a permis să înceapă o carieră ca jurnalist și politician. Ca ziarist a condus gazeta La República, de orientare moderat conservatoare. Ca politician s-a înscris mai întâi în Partidul Conservator dar mai târziu a migrat spre Partidul Radical. În 1870 a fost trimis în Chile în funcția de consul general. La întoarcerea în Columbia s-a implicat activ în politica din Valle del Cauca, care era reprezentată de către el în Congresul columbian. În 1876 a luptat într-un nou război civil, iar cariera sa politică s-a încheiat în 1879, după un incident în care s-a autoproclamat lider militar și politic al Antioquiei, ca răspuns la o revoltă a conservatorilor.
După retragerea sa din politică Isaacs a publicat în 1881 primul cânt al poemului Saulo, pe care nu a reușit să-l finalizeze niciodată. De asemenea, a explorat departamentul Magdalena, în nordul Columbiei, unde a descoperit zăcăminte importante de cărbuni și petrol. Isaacs și-a petrecut ultimii ani din viață în orașul Ibagüé din departamentul Tolima, unde plănuia să scrie un roman istoric. A murit de malarie, pe data de 17 aprilie 1895.